# Życie na fali
Życie na fali (ang. The O.C.) – amerykański serial telewizyjny liczący w sumie cztery sezony. Serial, stworzony przez Josha Shwartza, obrazuje fikcyjne życie młodzieży i ich rodzin zamieszkujących Newport Beach w Hrabstwie Orange w Kalifornii. Życie na fali nadawane było w Stanach Zjednoczonych w latach 2003–2007 oraz w 50 innych krajach na całym świecie, będąc jednym z najpopularniejszych seriali roku 2003. 
Fabuła serialu skupia się na postaci Ryana Atwooda, nastolatka z rozbitego domu, który zostaje przygarnięty z ulicy i zaadoptowany przez Sandy’ego i Kirsten Cohen. Z czasem Ryan zaprzyjaźnia się z Sethem, synem Sandy’ego i Kirsten, a także z mieszkającą obok Marissą Cooper oraz jej przyjaciółką Summer Roberts. Czwórka przyjaciół wzajemnie przeżywa najlepsze chwile swojego nastoletniego życia, lecz także wspólnie przechodzi ciężkie zawody sercowe oraz wszelkie przeciwności losu.
Pierwszy odcinek został wyemitowany 5 sierpnia 2003, a ostatni 22 lutego 2007 w telewizji FOX. Ostatni, 4. sezon serialu, nie osiągał już zadowalających wyników oglądalności i stacja FOX zdecydowała się nie zamawiać kolejnego sezonu. Odkupieniem praw do serialu była zainteresowana amerykańska telewizja The CW, część koncernu medialnego Time Warner Company, lecz ostatecznie sprawa przejęcia serialu upadła.
W Polsce prawa do serialu wykupiła stacja telewizyjna TVN, która wyświetliła pierwszy i drugi sezon w wakacje 2006. Emisja trzeciej serii miała miejsce wiosną 2007 i została zakończona 15 maja. 18 września 2007 na antenie został wyemitowany ostatni odcinek 4 sezonu. Ponadto 20 czerwca TVN Siedem rozpoczęła emisję powtórkową pierwszej i drugiej serii serialu. Ponownie od dnia 12 stycznia na kanale TVN Siedem została wyemitowana 1, 2, 3 i 4 seria.

## Obsada
Zobacz osobny artykuł: Lista postaci serialu Życie na fali

### Główne postacie
| Aktor             | Rola                | Sezony     |
| ----------------- | ------------------- | ---------- |
| Peter Gallagher   | Sandy Cohen         | 1, 2, 3, 4 |
| Kelly Rowan       | Kirsten Cohen       | 1, 2, 3, 4 |
| Benjamin McKenzie | Ryan Atwood         | 1, 2, 3, 4 |
| Adam Brody        | Seth Cohen          | 1, 2, 3, 4 |
| Rachel Bilson     | Summer Roberts      | 1, 2, 3, 4 |
| Melinda Clarke    | Julie Cooper-Nichol | 1, 2, 3, 4 |
| Mischa Barton     | Marissa Cooper      | 1, 2, 3    |
| Autumn Reeser     | Taylor Townsend     | 3, 4       |
| Willa Holland     | Kaitlin Cooper      | 3, 4       |
| Alan Dale         | Caleb Nichol        | 1, 2       |
| Chris Carmack     | Luke Ward           | 1, 2       |
| Tate Donovan      | Jimmy Cooper        | 1, 2, 3, 4 |

### Role poboczne
| Samaire Armstrong  | Anna Stern     |
| Navi Rawat         | Theresa Diaz   |
| Taylor Handley     | Oliver Trask   |
| Daphne Ashbrook    | Dawn Atwood    |
| Amanda Righetti    | Hailey Nichol  |
| Shailene Woodley   | Kaitlin Cooper |
| Linda Lavin        | Sophie Cohen   |
| Ashley Hartman     | Holly Fischer  |
| Rosalind Chao      | Dr. Kim        |
| Kim Oja            | Taryn Baker    |
| Bonnie Sommerville | Rachel Hoffman |
| Eric Balfour       | Eddie          |
| Bradley Stryker    | Trey Atwood    |

| Navi Rawat           | Theresa Diaz    |
| Logan Marshall-Green | Trey Atwood     |
| Tate Donovan         | Jimmy Cooper    |
| Michael Cassidy      | Zach Stephens   |
| Amanda Righetti      | Hailey Nichol   |
| Chris Carmack        | Luke Ward       |
| Nicholas Gonzalez    | D.J.            |
| Shannon Lucio        | Lindsay Gardner |
| Olivia Wilde         | Alex Kelly      |
| Marguerite Moreau    | Reed Carlson    |
| Bill Campbell        | Carter Buckley  |
| Linda Lavin          | Sophie Cohen    |
| Nikki Griffin        | Jess Sathers    |
| Kim Delaney          | Rebecca Bloom   |
| Kathleen York        | Renee Wheeler   |
| Johnny Messner       | Lance Baldwin   |

| Samaire Armstrong    | Anna Stern               |
| Tate Donovan         | Jimmy Cooper             |
| Navi Rawat           | Theresa Diaz             |
| Autumn Reeser        | Taylor Townsend          |
| Willa Holland        | Kaitlin Cooper           |
| Logan Marshall-Green | Trey Atwood              |
| Ryan Donowho         | Johnny Harper            |
| Nikki Reed           | Sadie Campbell           |
| Johnny Lewis         | Dennis "Chili" Childress |
| Cam Gigandet         | Kevin Volchok            |
| Jeri Ryan            | Charlotte Morgan         |
| Eric Mabius          | Jack Hess                |
| Michael Nouri        | Neil Roberts             |
| Paula Trickey        | Veronica Townsend        |
| Jeff Hephner         | Matt Ramsey              |
| Daphne Ashbrook      | Dawn Atwood              |
| Nikki Griffin        | Jess Sathers             |

| Chris Pratt    | Che               |
| Wayne Dalglish | Brad Ward         |
| Corey Price    | Eric Ward         |
| Gary Grubbs    | Gordon Bullit     |
| Brandon Quinn  | Spencer Bullit    |
| Kevin Sorbo    | Frank Atwood      |
| Cam Gigandet   | Kevin Volchock    |
| Paula Trickey  | Veronica Townsend |
| Michael Nouri  | Dr. Neil Roberts  |
| Tate Donovan   | Jimmy Cooper      |

## Twórcy
- Josh Schwartz – twórca, producent wykonawczy
- Ben Kunde
- Scenariusz:
  - Josh Schwartz (30 odcinków)
  - John Stephens (14 odcinków)
  - J.J. Philbin (14 odcinków)
  - Stephanie Savage (12 odcinków)
  - Allan Heinberg (10 odcinków)
  - Mike Kelley (6 odcinków)
  - Leila Gerstein (4 odcinki)
  - Erica Messer (3 odcinki)
  - Melissa Rosenberg (3 odcinki)
  - Debra J. Fisher (3 odcinki)
  - Mark Fish (3 odcinki)
  - pozostałe osoby napisały scenariusz do 1 lub 2 odcinków
- Reżyseria:
  - Ian Toynton (22 odcinki)
  - Michael Lange (13 odcinków)
  - Michael Fresco (10 odcinków)
  - Tony Wharmby (10 odcinków)
  - Patrick Norris (6 odcinki)
  - Norman Buckley (6 odcinki)
  - Sanford Bookstaver (3 odcinki)
  - pozostałe osoby wyreżyserowały po 1 lub 2 odcinki
- Zdjęcia:
  - Jamie Barber (2003-2005)
  - Buzz Feitshans IV (2005-)
  - Al Pavoni

## Opis fabuły

### Sezon 1
Sezon rozpoczyna się od pojawienia się Ryana w domu Sandy'ego i Kirsten Cohen w ekskluzywnej miejscowości Newport Beach. Początkowo miał zostać tylko kilka dni, jednak sytuacja sprawiła, że zamieszkał u nich na stałe. Już na samym początku poznaje sąsiadkę – Marissę Cooper, z którą przeżyje wiele burzliwych perypetii. Od początku zaprzyjaźnia się z synem Cohenów – Sethem. Seth był dziwakiem, nielubianym i dręczonym w szkole, od wielu lat zakochanym w szkolnej piękności – Summer Roberts. Dzięki Ryanowi, Seth zaczyna nabierać pewności siebie, przestaje być popychadłem i poznaje w końcu Summer. W 4. odcinku Seth poznaje nową koleżankę – Annę Stern. Anna i Summer zaczynają walczyć o Setha, Anna wygrywa, jednak po pewnym czasie ich związek się rozpada, bo Seth zrozumiał, że pragnie tylko Summer. W 21. odcinku Anna wraca do rodzinnego Pittsburgha. Międzyczasie Marissa zrywa ze swoim chłopakiem Lukiem i wiąże się z Ryanem. Wszystko układa się dobrze, dopóki nie pojawia się Oliver. Zakochuje się w Marissie i postanawia ją zdobyć, jednak dokładnie ukrywa swoją obsesję udając przyjaciela. Ryan rozgryza go, jednak Marissa mu nie wierzy i zawiedziona zrywa. Dopiero po jakimś czasie odkrywa prawdziwe oblicze Olivera, przed psychopatą ratują ją Ryan i Sandy. Wszystko zaczyna wracać do normy, aż pojawia się dziewczyna z Chino, z którą Ryan był wcześniej związany – Theresa. Okazuje się, że Theresa zaszła w ciążę i może to być dziecko Ryana. Matka Marissy – Julie, rozwodzi się z bankrutującym ojcem Marissy – Jimmym, i wiąże się z lokalnym potentatem w dziedzinie nieruchomości, a jednocześnie ojcem Kirsten – Calebem Nicholem. Sezon kończy się tym, że Ryan postanawia wziąć odpowiedzialność na siebie i wraca z Theresą do Chino. Załamany Seth bierze swoją łódkę i ucieka z domu, wypływając na ocean.

### Sezon 2
Theresa widząc, że Ryan jest nieszczęśliwy udaje przed nim, że poroniła. Ryan i Seth, ku uciesze Kirsten, wracają do domu. Wspólnie zastanawiają się co będzie w szkole i z dziewczynami. Marissa cieszy się z powrotu Ryana, lecz Summer już przeszedł żal po Cohenie i znalazła sobie chłopaka, który należy do kółka komiksowego Setha. Cohen walczy o Summer i dla zdobycia biletów dla Summer zatrudnia się w klubie gdzie poznaje Alex, barmankę z klubu, w której z czasem się zakochuje. Ryan poznaje Lindsay, dziewczynę, która okazuje się nieślubną córką Caleba a więc siostrą Kirsten. Ryan i Lindsay są w sobie zakochani, lecz mają dylemat czy mogą się spotykać. Marissa poznaje Alex, z którą po jakimś czasie się wiąże, lecz nie na długo. Lindsay zła po tym jak potraktował ją Caleb (żądając za podstawę do adoptowania dziewczyny testu DNA) wyprowadza się z Kalifornii do Chicago. Ryana zaczyna znowu coś łączyć z Marissą. Alex jest zła i postanawia się zemścić. Julie jest szantażowana przez byłego kochanka filmem pornograficznym, w którym kiedyś grała. Sandy pomaga jej pozbyć się szantażysty, lecz muszą zapłacić szantażyście 500 tys. $. Summer w końcu uświadamia sobie, że kocha Setha i wraca do niego zamiast lecieć z Zachem do Włoch. Pojawia się brat Ryana – Trey, który po wyjściu z więzienia zamieszkuje w Newport Beach. Próbuje zacząć normalne życie, jednak mu to nie wychodzi. Ryan próbuje mu zaufać, bezskutecznie. Do domu wraca Zach i próbuje odzyskać Summer, zaczynają rywalizować z Sethem jednocześnie pracując nad komiksem. W końcu obaj sobie uświadamiają co jest dla nich najważniejsze – dla Setha jest to Summer, a dla Zacha komiks. Trey zakochuje się w Marissie i próbuje ją zgwałcić. W końcu Ryan dowiaduje się o tym i wdaje się z bratem w bójkę. W ostatniej chwili Marissa ratuje Ryana postrzelając Treya.

### Sezon 3
Trey odwieziony do szpitala budzi się ze śpiączki i wyjeżdża z miasta. Kirsten wraca z odwyku do domu wraz z poznaną tam koleżanką Charlotte. Kobieta ma wobec Kirsten złe zamiary, planując ją okraść i uciec. Intrygę odkrywa Julie i powstrzymuje Charlotte. Kirsten i Julie otwierają serwis randkowy. Jimmy planuje ponownie ożenić się z Julie, jednak w przeddzień ślubu zostaje pobity przez wierzyciela i postanawia wyjechać z Newport. Sandy zostaje prezesem Newport Group i angażuje się w budowę szpitala. Projekt ten pochłania go tak bardzo, że zaczyna powoli odsuwać się od rodziny, przez co Kirsten zaczyna go postrzegać jak jej ojca. Po odczytaniu testamentu Caleba okazuje się, że był on bankrutem. Julie zmuszona jest przeprowadzić się do przyczepy. W krótkim czasie udaje jej się jednak uwieźć ojca Summer i wprowadzić się do niego. Marissa zostaje wykreślona z listy uczniów szkoły Harbor za postrzelenie Trey'a, a Ryan za uderzenie dziekana Hessa na zabawie szkolnej. Ryan rozpoczyna nauczanie indywidualne, natomiast Marissa przenosi się do szkoły publicznej Newport Union. Początki w nowej szkole są dla niej trudne, jednak wkrótce poznaje kilku nowych znajomych, w tym Johnny'ego Harpera, który wkrótce się w niej zakochuje. Marissa odrzuca jednak jego miłość. Summer odkrywa sekretny romans dziekana Hessa z Taylor Townsend, dzięki czemu zostaje on wyrzucony, a Ryan ma możliwość powrotu do szkoły. Marissa dzięki pomocy przyjaciół również wraca do Harbor. Johnny nie może się jednak pogodzić z tym, że Marissa go odrzuciła. Zaczyna umawiać się z jej siostrą, Kaitlin. Pewnego wieczoru zabiera ją na plażę, gdzie upija się, spada z klifu i umiera. Marissa bardzo przeżywa śmierć przyjaciela, przez co występują nieporozumienia między nią a Ryanem. Ryan poznaje kuzynkę Johnny'ego, Sadie, która przyjechała wesprzeć swoją ciotkę po stracie syna. Chłopak pomaga jej wyremontować i sprzedać dom Harperów. Marissa tymczasem poznaje surfera Volchoka, który wprowadza ją w złe towarzystwo. Po załatwieniu spraw związanych ze swoim kuzynem, Sadie wyjeżdża z Newport. Marissa zaprasza Volchoka na bal z okazji zakończenia szkoły. Nakrywa go tam całującego się z inną dziewczyną i zrywa z nim wszelkie kontakty. Summer i Seth oboje startują do college'u Brown, jednakże Seth się tam nie dostaje. Nie chcąc, aby Summer zmarnowała swoją życiową szansę, okłamuje ją, mówiąc, że się dostał. Udaje się jednak do Brown, mając nadzieję, że uda mu się tam dostać. Na miejscu spotyka Annę Stern, która pomaga mu w dostaniu się do renomowanej Akademii Sztuk Pięknych w Rhode Island. Niedługo po tym chłopak przypadkowo podpala biuro swojego ojca i zostaje aresztowany. Sprawa zostaje jednak szybko wyjaśniona. Sandy zostaje ogłoszony Mężczyzną Roku w Newport, jednak rezygnuje z posady zarządcy Newport Union, czując większą odpowiedzialność w stosunku do swojej rodziny. W dniu rozdania świadectw Marissa zostaje zaproszona przez swojego ojca na całoroczny rejs statkiem, na którym mogłaby znaleźć pracę. Postanawia wypłynąć w rejs z ojcem, ponieważ nie jest jeszcze gotowa na pójście do college'u. Cała czwórka urządza sobie pożegnanie w odremontowanym domu modelowym. Wspominają tam początki swojej znajomości. Tego samego dnia wieczorem Ryan odwozi Marissę na lotnisko, lecz po drodze pijany Volchok spycha samochód Ryana ze skarpy. W wypadku ginie Marissa.

### Sezon 4
Po śmierci Marissy wszyscy są załamani. Julie i Ryan szykują zemstę na Volchoku. W końcu odnajdują go w Meksyku. Seth w ostatniej chwili dowiaduje się o tym i jedzie z Ryanem aby go powstrzymać. Ryanowi nie udaje się odnaleźć Kevina i wraca z Cohenami do Newport Beach. W końcu Volchock sam zgłasza się do Sandy'ego i zostaje aresztowany. Wszystko zaczyna wracać powoli do normy. Summer, aby nie myśleć o Marissie, angażuje się w ochronę środowiska i wraz z nowym przyjacielem Che, organizują na Uniwersytecie Browna różne nielegalne akcje ekologiczne. W końcu zostaje odkryta i Che ją wydaje, co skutkuje wydaleniem z uniwersytetu. Summer wraca do Newport Beach i do Setha. Z Francji wraca także Taylor, okazuje się, że jest żoną jakiegoś Francuza. Ryan pomaga jej w rozwodzie i Taylor zakochuje się w nim. Początkowo odrzucona przez Ryana, w końcu odkrywają, że czują wobec siebie namiętność i wiążą się ze sobą. W międzyczasie Kaitlin, siostra Marissy, staje się ważną postacią w Harbor School, robiąc sporo zamieszania swoim zachowaniem i Julie musi się nią zająć. Julie i Kirsten zakładają agencję randkową, w czym pomaga im Gordon Bullit, zakochując się przy okazji w Julie. Kirsten jest w ciąży. Ojciec Ryana wyszedł z więzienia i postanawia rozmawiać z nim, po czym Ryan godzi się z ojcem. Newport nawiedza trzęsienie ziemi, które niszczy dom Cohenów. Julie zachodzi w ciążę i planuje ślub, Cohenowie przeprowadzają się do Berkeley, Taylor leci do Francji, Summer wyjeżdża na misję ekologiczną organizacji G.E.O.R.G.E., a Ryan idzie do college'u. Na samym końcu (ostatni – 16 odcinek) Summer i Seth biorą ślub, na którym Ryan jest świadkiem, a Taylor druhną. Julie urodziła syna, a Kirsten i Sandy mają śliczną córkę. Po skończonych studiach Ryan jest architektem. Historia zatacza koło, kiedy to wychodząc z budowy, spotyka młodego chłopca, który najwyraźniej ma kłopoty. Oferuje mu swoją pomoc.

## Muzyka
Muzyka stanowi bardzo ważną część serialu. Warner Bros. wydało do tej pory 6 albumów z muzyką z serialu.

### Wykonawcy występujący gościnnie
W serialu gościnnie wystąpiło kilka znanych wykonawców indierockowych, między innymi:
- Rooney (sezon 1, odcinek 15 – The Third Wheel)
- Jem (sezon 1, odcinek 27 – The Ties That Bind)
- The Walkmen (sezon 2, odcinek 3 – The New Kids on the Block)
- The Killers (sezon 2, odcinek 4 – The New Era)
- Modest Mouse (sezon 2, odcinek 7 – The Family Ties)
- The Thrills (sezon 2, odcinek 9 – The Ex-Factor)
- Rachael Yamagata (sezon 2, odcinek 11 – The Second Chance)
- Death Cab for Cutie (sezon 2, odcinek 20 – The O.C. Confidential)
- The Subways (sezon 3, odcinek 7 – The Anger Management)
- Tom Vek (sezon 3, docinek 16 – The Road Warrior)

## Oglądalność
| Sezon | Pora emisji | Oglądalność | Oglądalność |
| 1.    | Wtorek 21:00 [od października '03 – środa] (5 sierpnia 2003 r. – 5 maja 2004 r.)                                  | 9,7 mln     | 756 tys.    |
| 1.    | Poniedziałek-piątek 14:00 (odc. 1-5)/14:15 (odc. 6-10)/14:40 (odc. 11-26) (16 czerwca 2006 r. – 24 lipca 2006 r.) | 9,7 mln     | 756 tys.    |
| 2.    | Czwartek 20:00 (4 listopada 2004 r. – 19 maja 2005 r.)                                                            | 7,0 mln     | 751 tys.    |
| 2.    | Poniedziałek-piątek 14:40, później 14:30 (25 lipca 2006 r. – 28 sierpnia 2006 r.)                                 | 7,0 mln     | 751 tys.    |
| 3.    | Czwartek 20:00 [od stycznia '04 – 21:00] (8 września 2005 r. – 18 maja 2006 r.)                                   | 5,6 mln     | 618 tys.    |
| 3.    | Poniedziałek-piątek 14:00 (6 kwietnia 2007 r. – 15 maja 2007 r.)                                                  | 5,6 mln     | 618 tys.    |
| 4.    | Czwartek 21:00 (2 listopada 2006 r. – 22 lutego 2007 r.)                                                          | 4,3 mln     | 615 tys.    |
| 4.    | Poniedziałek-piątek 14:15 (28 sierpnia 2007 r. – 18 września 2007 r.)                                             | 4,3 mln     | 615 tys.    |
| ----- | --- | ----------- | ----------- |

- Finałowy odcinek w USA oglądało 7,6 mln ludzi.
- W Polsce największa widownię zgromadził odcinek pokazany 3 lipca 2006, który przyciągnął przed telewizory 1 milion widzów.
- W Niemczech pierwsze emisje miały stosunkowo niewielką widownię – około 600 tys., z czasem jednak oglądalność rosła i niektóre epizody ogląda nawet do 1,7 mln Niemców.

## Wydawnictwa DVD
Wszystkie 4 sezony zostały już wydane na płytach DVD.
- The O.C.: The Complete First Season – sezon 1. – wydany na 7 DVD, zawiera 27 odcinków, bonus: usunięte sceny, komentarz, i in. (data premiery w USA: 26 października 2004, w Europie: 18 października 2004, w Polsce 21 września 2006)
- The O.C.: The Complete Second Season – sezon 2. – wydany na 7 DVD, zawiera 24 odcinki, bonus: rozszerzona wersja The Rainy Day Women, komentarze, 2 odcinki specjalne, i in. (data premiery w USA: 23 sierpnia 2005, w Europie: 8 sierpnia 2005, w Polsce 23 lutego 2007)
- The O.C.: The Complete Third Season – sezon 3. – wydany na 7 DVD, zawiera 25 odcinków, bonus: usunięte sceny, teledysk, "behind-the-scenes", i in. (data premiery w USA: 24 października 2006, w Europie: 4 września 2006, w Polsce na początku kwietnia 2007)
- The O.C.: The Complete Fourth Season – sezon 4. – wydany na 5 DVD, zawiera 16 odcinków, bonus: "behind the scenes", usunięte sceny, rozszerzone epizody, komentarze (data premiery w USA: 22 maja 2007, w Europie: 28 maja 2007, w Polsce: 28 sierpnia 2007)

## Nagrody i nominacje
| Rok  | Aktor(ka)     | Nagroda                               | Za co                                              |
| ---- | ------------- | ------------------------------------- | -------------------------------------------------- |
| 2003 | Mischa Barton | MTV                                   | Najbardziej pożądana kobieta                       |
| 2004 | Josh Schwartz | Amerykańska Gildia Scenarzystów (WGA) | Najlepszy scenariusz odcinka serialu dramatycznego |
| 2005 | Mischa Barton | MTV                                   | Najlepsza rola                                     |